# محمود کریمی (موسیقی‌دان)
محمود کریمی (زادهٔ ۱۳۰۶ – درگذشتهٔ ۳ آذر ۱۳۶۳)، موسیقی‌دان و مدرس ردیف آوازی موسیقی ایرانی بود.

## زندگی
محمود کریمی در سال ۱۳۰۶ خورشیدی در تهران به دنیا آمد. آواز را به صورت پراکنده و با استفاده از منابع مختلف آموخت تا اینکه در سال ۱۳۳۰ به کلاس عبدالله دوامی راه یافت. او همچنین ردیف سه‌تار را به مدت ۲۰ سال نزد محمد ایرانی مجرد فرا گرفت. محمود کریمی در کلاس‌های شبانه موسیقی اداره کل هنرهای زیبای کشور که بعداً به وزارت فرهنگ و هنر تغییر نام داد، همکار ابوالحسن صبا، علی‌اکبر شهنازی و عبدالله دوامی بود. علاوه بر آن مرکز، او در هنرستان موسیقی ملی، هنرکده موسیقی ملی و سازمان جوانان زرتشتی تدریس می‌کرد.
محمود کریمی از بدو تأسیس مرکز حفظ و اشاعه موسیقی توسط داریوش صفوت، با این مرکز همکاری داشت و در کنار نورعلی برومند، یوسف فروتن و سعید هرمزی، نسلی از موسیقی‌دانان جدید را تربیت کرد. وی در سال ۱۳۶۳ درگذشت و در امامزاده عبدالله شهرری به خاک سپرده شد.

## فعالیت‌های هنری
بیشتر فعالیت وی در زمینهٔ آموزش آواز بود و بسیاری از خوانندگان از جمله پریسا، شهرام ناظری، حسام‌الدین سراج، سیمین غانم،
افسانه رثایی، نصرالله ناصح پور،محمدعلی قدمی، قاسم رفعتی، هوشمند عقیلی، معصومه مهرعلی، و شکیلا نزد او به آموزش آواز پرداخته‌اند.
در جشن هنر شیراز، محمود کریمی برای نخستین بار دستگاه راست پنجگاه را اجرا کرد. او همچنین برنامه‌هایی را همراه با فرامرز پایور و حسین تهرانی در تلویزیون ایران اجرا کرد.
فرامرز پایور سه ویژگی زیر را از خصوصیات سبک کریمی ذکر می‌کند: ۱) اشعار به اصطلاح تکه‌پاره و جداجدا از یکدیگر نباشند. ۲) مفهوم اشعار در بیان کاملاً واضح باشد. ۳) به‌خصوص از کلماتی از قبیل امان، جانم، حبیب که اغلب تحت‌اللفظ خوانندگان است، جدا احتراز شود.
استاد علی تجویدی نیز در توصیف کریمی می‌نویسد: آوای کریمی مملو از مهربانی و بیگناهی بود، هنر کریمی متأثر از افکار و اندیشه‌ها و خلق و خوی باطنیش بود. او هنر را برای هنر طالب بود، آنچه می‌دانست به شاگردان می‌آموخت.

## ردیف محمود کریمی
از محمود کریمی، ردیف آوازی به جا مانده‌است که آن را در سال‌های ۱۳۴۴ و ۱۳۴۵ تهیه و تنظیم کرده‌است. این ردیف، از نمونه‌های اصیل و بی‌نقص موسیقی ایرانی به‌شمار می‌رود و بهترین ردیف برای آموزش آواز و مرجع خوانندگان است. این ردیف با تلاش محمد تقی مسعودیه و با همکاری هوشنگ ظریف و رحمت‌الله بدیعی نت‌نویسی شده‌است. همچنین ارفع اطرایی این مجموعه را برای ساز سنتور تنظیم کرده‌است. این ردیف بر روی پنج سی دی به‌طور کامل و در قالب ۱۴۴ گوشه ضبط شده‌است.

## دیگر آثار
- آواز محمود کریمی (سنتور: فرامرز پایور، سه‌تار: داریوش صفوت، انتشارات ماهور)
- به پاس نیم‌قرن فعالیت هنری استاد فرامرز پایور (انتشارات ماهور)